# Tetín u Berouna

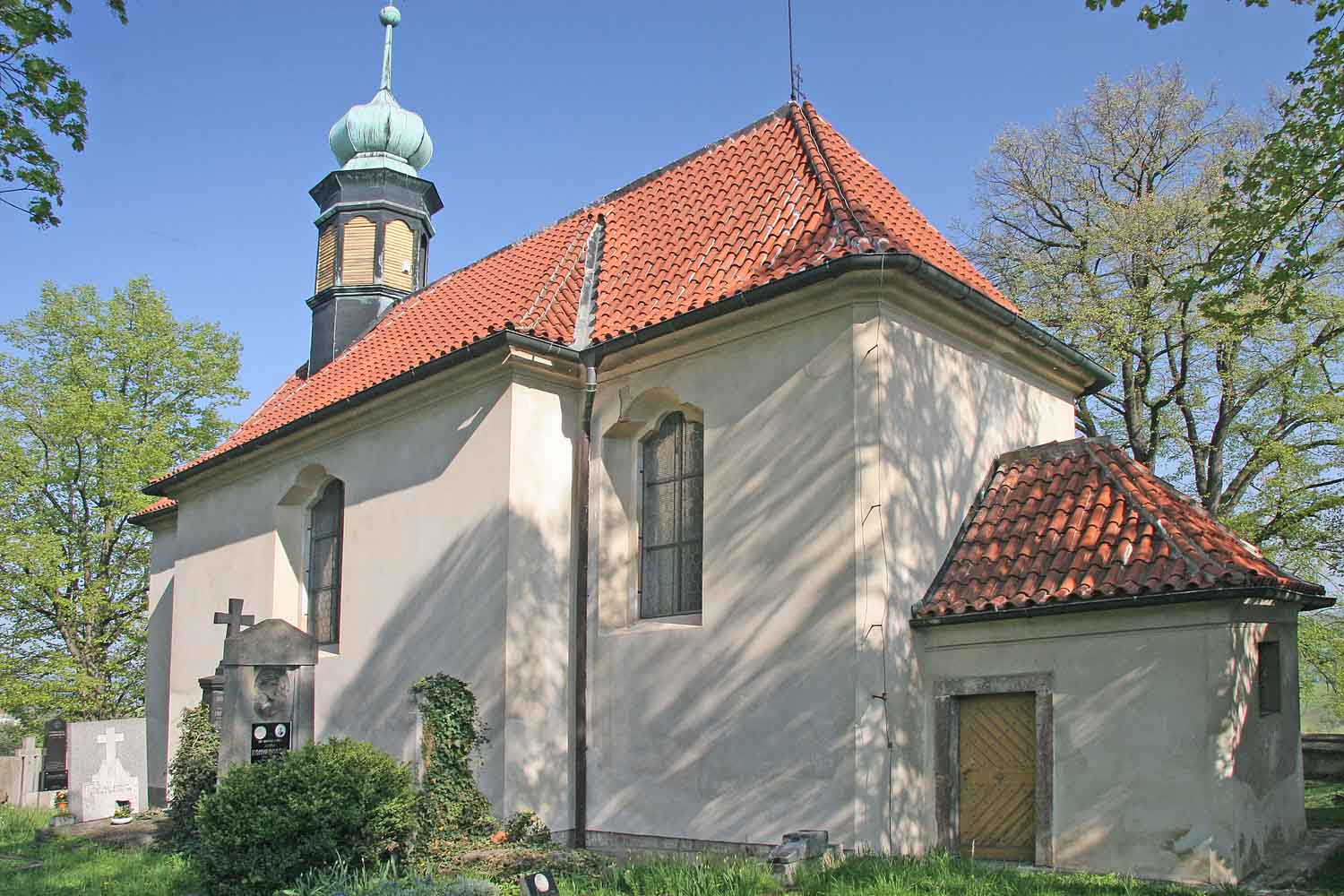
Kirche des Hl. Johann von Nepomuk

Tetín ist eine Gemeinde im Bezirk Beroun in Tschechien. Sie liegt etwa 40 Kilometer südwestlich von Prag und zwei Kilometer von der Bezirksstadt Beroun entfernt auf einem hohen Felsen über dem Fluss Berounka. Der Ort hat Stand 2021 knapp 900 Einwohner. Tetín ist einer der ältesten tschechischen Wallfahrtsorte.

## Geschichte
Das strategisch günstig gelegene Areal ist seit der Jungsteinzeit besiedelt. Im Frühmittelalter entstand hier eine Höhenburg, die nach archäologischen Untersuchungen aus dem Jahr 2006 in das späte 9. Jahrhundert datiert. Sie wurde im 10. Jahrhundert in den Einflussbereich der Přemysliden einbezogen und diente zur Bewachung einer Flussfurt auf dem Handelsweg nach Regensburg und als Verwaltungszentrum. Bekannt wurde Tetín vor allem als Wohn- und Zufluchtsort der ersten christlichen Herrscherin Böhmens Ludmilla, die hier 921 eines gewaltsamen Todes starb. Der Chronist Cosmas von Prag verband im 12. Jahrhundert den Ort mit der sagenhaften Vorzeit Böhmens und schrieb die Gründung der Priesterin Teta zu, der Tochter des Krok und Schwester der Libuše.
Die befestigte Anlage der Přemysliden verlor bereits im 10. Jahrhundert an Bedeutung. Im 13. Jahrhundert entstand an ihrer Stelle eine gotische Burg, die 1321 in den Besitz des Štěpán von Tetín, eines illegitimen Angehörigen des Přemyslidenhauses, kam. Kurz darauf kaufte König Karl IV. den Ort auf und schlug ihn der Herrschaft der Burg Karlštejn zu. Während der Hussitenkriege 1422 wurde die Burg zerstört.
Seit dem Mittelalter wurde am nahen Berg Damil Kalk gebrochen. Das Material nutzte man beispielsweise zum Bau des Rathauses in Beroun und für die Festung Theresienstadt. Später diente es als Rohstoff für die Zementproduktion. Im Jahr 1898 nahm die Kleinbahn Königshof–Beraun–Koněprus ihren Betrieb auf. Seit deren Stilllegung 1962 ist die Kalkförderung eingestellt. Einer der Steinbrüche wird heute als Motocrossstrecke genutzt.

## Sehenswürdigkeiten
Die Burganlage der Přemysliden, ursprünglich etwa 10 ha groß, ist heute vollständig in das Areal der Gemeinde einbezogen. Erhalten sind noch Reste der Wälle in einer Länge von etwa 400 Metern. Auch von der gotischen Burg sind nur noch Ruinen zu sehen.
In Tetín gibt es drei Kirchen:
- Die alte Pfarrkirche, ursprünglich Kirche des Hl. Michael, enthält romanische Bausubstanz des 12./13. Jahrhunderts. Sie erfuhr mehrere Umbauten, zuletzt 1836, als auch ihr Patrozinium geändert und sie dem Hl. Johannes Nepomuk geweiht wurde. Es gibt Anzeichen dafür, dass an dieser Stelle die zu Beginn des 10. Jahrhunderts errichtete Grabkirche der Heiligen Ludmilla stand.
- Die ebenfalls romanische Kirche der Hl. Katharina wird auf das letzte Viertel des 12. Jahrhunderts datiert. Ihr heutiges Erscheinungsbild geht auf einen Umbau im Jahre 1858 zurück. Auf dem Friedhof wurden Gräber aus dem 11. Jahrhundert gefunden.
- Die dritte Kirche ist der Hl. Ludmilla geweiht. Der frühbarocke Bau entstand um 1685 an Stelle einer älteren Kapelle und wurde 1781 zur Pfarrkirche des Ortes bestimmt. Sie ist mit einer Orgel aus dem Jahr 1771 ausgestattet.

In der Nähe des Ortes befinden sich die Naturreservate Tetínské skály und Koda.

## Persönlichkeiten
- 921 starb hier die heilige Ludmilla von Böhmen.
- Im 16. Jahrhundert war in Tetín der Chronist Václav Hájek z Libočan als Pfarrer tätig.
- Joseph Weil Ritter von Weilen (1828–1889), österreichischer Schriftsteller, in Tetin geboren

## Gemeindegliederung
Die Gemeinde Tetín besteht aus den Ortsteilen Koda und Tetín. Grundsiedlungseinheiten sind Koda, Koledník und Tetín.